# 슬림 하포
슬림 하포(영어: Slim Harpo, 1924년 1월 11일 ~ 1970년 1월 31일)는 미국의 블루스 뮤지션으로 스웜프 블루스 스타일의 주창자이자 "그 시대 가장 상업적으로 성공한 블루스 아티스트 중 한 명"이었다. 그는 기타를 연주했고 블루스 서클에서 "하프"로 알려진 블루스 하모니카의 달인이었다. 그의 가장 성공적이고 영향력 있는 녹음으로는 〈I'm a King Bee〉 (1957년), 〈Rainin' in My Heart〉 (1961년), 〈Baby Scratch My Back〉 (1966년) 등이 있는데, 이 녹음은 빌보드 R&B 차트 1위와 더 넓은 빌보드 핫 100 싱글 차트 16위에 올랐다.